# Thiniba Samoura
Thiniba Samoura (Parigi, 11 febbraio 2004) è una calciatrice francese, centrocampista del Paris Saint-Germain e della nazionale francese.

## Carriera

### Club
All'età di undici anni Samoura veste la maglia dell'FC Thiais, club dell'omonima cittadina del dipartimento della Valle della Marna, inserita nelle formazioni giovanili miste fino a giungere all'età limite per giocare con i maschietti.
Nel 2019 decide di continuare l'attività agonistica trasferendosi al Paris FC per essere in rosa con una squadra interamente femminile. Dopo aver disputato per i primi anni i campionati giovanili di categoria, fino al Championnat National U19, dalla stagione 2021-2022, pur continuando a giocare nella formazione u19, viene aggregata alla prima squadra guidata dal tecnico Sandrine Soubeyrand, la quale decide di farla debuttare in Division 1 Féminine il 20 novembre 2021, alla 9ª giornata di campionato, rilevando Sophie Vaysse negli ultimi minuti della vittoria esterna per 2-0 sul Digione. In seguito Soubeyrand la impiega, oltre che in Coppa di Francia dove parte titolare nell'incontro dei quarti di finale con il Fleury, in altri 4 incontri di D1 e, rimasta in rosa anche per la stagione successiva, in altri quattro incontri del campionato 2022-2023 sempre partendo dalla panchina.
Nell'agosto del 2023 viene annunciato il suo trasferimento alle rivali del Paris Saint-Germain, sottoscrivendo un contratto triennale che la lega al club parigino fino al giugno 2026.
Il nuovo tecnico della squadra, Jocelyn Prêcheur, le concede ben presto piena fiducia, e dopo averla fatta debuttare, alla 2ª giornata di campionato, contro il Lilla il 21 ottobre 2023 partendo dalla panchina, in seguito la fa scendere più volte in campo da titolare, trovando spazio anche a causa dell'infortunio subito da Paulina Dudek. Durante la sua prima stagione con il PSG ha inoltre l'occasione di debuttare in UEFA Women's Champions League, occasione che le era stata negata con il Paris FC nell'edizione 2022-2023. Scende in campo nel trofeo UEFA per club dalla fase a gironi da titolare nell'incontro di andata con le campionesse d'Italia della Roma dove contribuisce alla vittoria per 2-1 che si rivelerà preziosa per il successivo passaggio di turno. In tutto marca durante il torneo 7 presenze su 12 incontri disputati, compreso i due dove in semifinale il PSG viene eliminato dall'Olympique Lione. Il suo debutto con la sua nuova squadra risulta così concreto da essere nominata tra le tre calciatrici rivelazione della stagione 2023-2024, premio poi andato a Inès Benyahia del Le Havre.

### Nazionale
Samoura inizia a essere convocata dalla Federcalcio francese dal 2020, chiamata a disputare un torneo amichevole a Vila Real de Santo António, in Portogallo, con le nazionali pari età nel febbraio di quell'anno.

## Statistiche

### Presenze e reti nei club
Statistiche aggiornate al 27 giugno 2025.
| Stagione        | Squadra             | Campionato      | Campionato | Campionato | Coppe nazionali | Coppe nazionali | Coppe nazionali | Altre coppe | Altre coppe | Altre coppe | Coppe internazionali | Coppe internazionali | Coppe internazionali | Totale | Totale |
| Stagione        | Squadra             | Comp            | Pres       | Reti       | Comp            | Pres            | Reti            | Comp        | Pres        | Reti        | Comp                 | Pres                 | Reti                 | Pres   | Reti   |
| --------------- | ------------------- | --------------- | ---------- | ---------- | --------------- | --------------- | --------------- | ----------- | ----------- | ----------- | -------------------- | -------------------- | -------------------- | ------ | ------ |
| 2021-2022       | Paris FC            | D1              | 5          | 0          | CF              | 1               | 0               | -           | -           | -           | -                    | -                    | -                    | 6      | 0      |
| 2022-2023       | Paris FC            | D1              | 4          | 0          | CF              | -               | -               | -           | -           | -           | UWCL                 | -                    | -                    | 4      | 0      |
| Totale Paris FC | Totale Paris FC     | Totale Paris FC | 9          | 0          | -               | 1               | 0               | -           | -           | -           | -                    | -                    | -                    | 10     | 0      |
| 2023-2024       | Paris Saint-Germain | D1              | 19         | 0          | CF              | 5               | 0               | SCF         | -           | -           | UWCL                 | 7                    | 0                    | 31     | 0      |
| 2024-2025       | Paris Saint-Germain | PL              | 14         | 0          | CF              | 2               | 0               | -           | -           | -           | UWCL                 | 2                    | 1                    | 18     | 1      |
| Totale Paris SG | Totale Paris SG     | Totale Paris SG | 35         | 0          | -               | 7               | 0               | -           | -           | -           | -                    | 9                    | 1                    | 49     | 1      |
| Totale carriera | Totale carriera     | Totale carriera | 42         | 0          | -               | 8               | 0               | -           | -           | -           | -                    | 9                    | 1                    | 59     | 1      |

## Palmarès

### Club
- Coppa di Francia: 1

Paris SG: 2023-2024